# Arsenāls – Museu de Belles Arts
L'Arsenals - Museu de Belles Arts (en letó: Nacionālā mākslas muzeja izstāžu zāle Arsenāls) és un museu d'art amb la major sala d'exposició d'art a Riga, Letònia. La missió del museu és recopilar i conservar, investigar i posar a disposició de l'art letó tresors des del segle xviii fins avui i proporcionar l'evidència del desenvolupament de la cultura i l'art a Letònia.
Es troba allotjat en un edifici de començaments del segle xix d'estil classicista, reconstruït sobre un altre destinat a arsenal o dipòsit duaner. Durant la Segona Guerra Mundial va ser magatzem militar de l'exèrcit soviètic. Als anys vuitanta va passar a propietat del Ministeri de Cultura i va ser inaugurat com a museu d'art l'1 de gener de 1989.
Forma part del Museu d'Art Nacional de Letònia des del 2005. L'exposició permanent es canvia de forma regular per anar mostrant els fons del museu. S'organitzen gran varietat d'activitats artístiques com a exposicions internacionals i nacionals així com programes i tallers educatius.